# José Domingo Dávila Pumarejo
José Domingo Dávila Pumarejo (Santa Marta, 9 de diciembre de 1869-Bogotá, 2 de junio de 1939) fue un industrial y empresario colombiano.
Fundó la primera Zona Bananera de Colombia, del Banco Hipotecario de Colombia, del suministro ininterrumpido de energía eléctrica a Bogotá, del Acueducto de Ciénaga, y de las primeras urbanizaciones de Bogotá. 
En 1913 viajó con su familia a Europa con el propósito de educar a sus hijos, pero con ocasión del comienzo de la Primera Guerra Mundial debieron regresar a Colombia en 1914. Sus hijas mayores, Lola y Olga, alcanzaron a estudiar en un internado en Inglaterra. 

## Industrias

### Zona Bananera
Entre 1894 y 1905 fundó la Zona Bananera de Colombia. En 1920 fundó la Compañía Nacional de Electricidad.

### Importaciones
Al tiempo que instaló la energía eléctrica en Bogotá, Dávila Pumarejo importó planchas, estufas, y tostadoras eléctricas. En el Teatro Colón llevó a cabo un demostración del funcionamiento de la estufa eléctrica, para probar que una empleada del servicio doméstico podía maniobrarla sin correr el riesgo de ser electrocutada, lo que le dio la credibilidad suficiente a la compañía no solo para iluminar por primera vez las calles de la ciudad, que hasta entonces eran alumbradas con llamas de aceite de 6:00 p. m. a 6:00 a. m., sino también para absorber los clientes de la familia Samper y convertirse así no solo en un industrial exitoso del sector eléctrico, sino también en un legado sin precedentes que dejaría a los bogotanos con las facilidades de un servicio público esencial.

## Familia
José Domingo Dávila Pumarejo era miembro de la aristocracia caribeña, siendo hijo de Manuel José Dávila García, y de Rosa Andrea Pumarejo Quirós.
Su padre era natural de la isla británica de Jamaica. Los Dávila provenían de Toledo, donde eran parte de la nobleza castellana, de donde llegaron a Cartagena de Indias de la mano de Francisco Paredes Dávila.
Por otra parte, su madre era hija del hacendado colombiano José Domingo Pumarejo Daza (de quien tomó su nombre Dávila Pumarejo), miembro fundador del Partido Conservador Colombiano y patriarca de una importante familia, ya que todos los individuos Pumarejo en Colombia son descendientes suyos. Entre sus nietos (y por tanto primos de Rosa Pumarejo), estaban Alberto Pumarejo Vengeoechea, y Rosario Pumarejo Cotés (esposa del empresario Pedro Aquilino López y madre de Alfonso López Pumarejo). 
De Rosa Pumarejo Quirós es trastaranieta la actriz colombiana Sofía Vergara Vergara, lo que convierte a José Domingo en su tío tatarabuelo. De su hermano Juan Manuel Dávila desciende Rosa Holguín Dávila (nieta también del expresidente Carlos Holguín y prima segunda de María Ángela Holguín), esposa del político conservador Rafael Delgado Barreneche.

### Matrimonios y descendencia
José Domingo Dávila estuvo casado en 3 ocasiones, dejando un linaje importante.

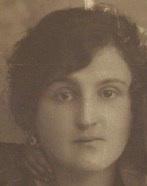
Paulina Ortiz Rodríguez-Ugarte, su tercera esposa.

En 1893 contrajo matrimonio por primera vez con Dolores Alzamora de Mier, con quien tuvo 2 hijas, Olga y Dolores Dávila Alzamora. Su esposa falleció a los pocos días del nacimiento de Lola Dávila, en 1903. Su hija Olga estuvo casada con Leopoldo Kopp Castello, hijo del empresario cervecero alemán Leo Kopp, y luego de quedar viuda de Kopp, se casó en Londres, en 1953, con el expresidente López Pumarejo, viudo también desde 1949, con quien no llegó a tener descendencia. Por su parte Lola se casó con Luis Mallarino Child, nieto del expresidente Manuel María Mallarino y de Mercedes Cabal.
En segundas nupcias se unió con Ana María Diaz Granados, con quien tuvo a su primer hijo varón, Carlos Dávila Diaz Granados, quien se casó con la sueca María Hermansohn.